# اندیس تاقدیس کاسه ماست
تاقدیس کاسه ماست یک اندیس  است که در حوالی شهر دال پری استان ایلام قرار دارد   